# Carposcalis lundbecki
Carposcalis lundbecki là một loài ruồi trong họ Ruồi giả ong (Syrphidae). Loài này được Collin mô tả khoa học đầu tiên năm 1931. Carposcalis lundbecki phân bố ở miền Tân bắc (Greenland)